# Diplocentridae
Diplocentridae – rodzina skorpionów. Obejmuje 113 gatunków zgrupowanych w 8 rodzajach

## Rodzaje
- Bioculus
- Cazierius
- Didymocentrus
- Diplocentrus
- Heteronebo
- Nebo
- Oiclus
- Tarsoporosus